# ركب الخلوة (المسيمير)

تعديل مصدري - تعديل

ركب الخلوة هي إحدى قرى عزلة المسيمير بمديرية المسيمير التابعة لمحافظة لحج، بلغ تعداد سكانها 77 نسمة حسب تعداد اليمن لعام 2004.